# Општина Коазинтла (Веракруз)
Коазинтла (шп. Coatzintla) општина је у Мексику у савезној држави Веракруз. Општина се налази на надморској висини од 77 м.

## Становништво
Према подацима из 2010. у општини је живело 48351 становника.

### Хронологија
| Година       | 2000                  | 2005                  | 2010                  |
| ------------ | --------------------- | --------------------- | --------------------- |
| Становништво | 39189 (18858 / 20331) | 43106 (20785 / 22321) | 48351 (23449 / 24902) |

### Попис
| \| \| м \| \| \| ж \| \| 0—2 \| 1.276 \| \| \| 1.183 \| \| 3—5 \| 1.325 \| \| \| 1.263 \| \| 6—11 \| 2.811 \| \| \| 2.606 \| \| 12—14 \| 1.417 \| \| \| 1.308 \| \| 15—17 \| 1.411 \| \| \| 1.405 \| \| 18—24 \| 2.896 \| \| \| 2.936 \| \| 60+ \| 2.065 \| \| \| 2.568 \| \| Просек : \| 29,3 \| \| \| 31,0 \| |       |  |  |       |
| |       |  |  |       |
| | м     |  |  | ж     |
| 0—2 | 1.276 |  |  | 1.183 |
| 3—5 | 1.325 |  |  | 1.263 |
| 6—11 | 2.811 |  |  | 2.606 |
| 12—14 | 1.417 |  |  | 1.308 |
| 15—17 | 1.411 |  |  | 1.405 |
| 18—24 | 2.896 |  |  | 2.936 |
| 60+ | 2.065 |  |  | 2.568 |
| Просек : | 29,3  |  |  | 31,0  |

| #   | Индикатор                                                                                        | Вредност |
| --- | ------------------------------------------------------------------------------------------------ | -------- |
| 1   | Становништво од 0 до 2 године                                                                    | 2459     |
| 2   | Мушко становништво од 0 до 2 године                                                              | 1276     |
| 3   | Женско становништво од 0 до 2 године                                                             | 1183     |
| 4   | Становништво са 3 и више година                                                                  | 45560    |
| 5   | Мушко становништво са 3 и више година                                                            | 22009    |
| 6   | Женско становништво са 3 и више година                                                           | 23551    |
| 7   | Становништво са 5 и више година                                                                  | 43800    |
| 8   | Мушко становништво са 5 и више година                                                            | 21095    |
| 9   | Женско становништво са 5 и више година                                                           | 22705    |
| 10  | Становништво са 12 и више година                                                                 | 37555    |
| 11  | Мушко становништво са 12 и више година                                                           | 17873    |
| 12  | Женско становништво са 12 и више година                                                          | 19682    |
| 13  | Становништво са 15 и више година                                                                 | 34830    |
| 14  | Мушко становништво са 15 и више година                                                           | 16456    |
| 15  | Женско становништво са 15 и више година                                                          | 18374    |
| 16  | Становништво са 18 и више година                                                                 | 32014    |
| 17  | Мушко становништво са 18 и више година                                                           | 15045    |
| 18  | Женско становништво са 18 и више година                                                          | 16969    |
| 19  | Становништво од 3 до 5 година                                                                    | 2588     |
| 20  | Мушко становништво од 3 до 5 година                                                              | 1325     |
| 21  | Женско становништво од 3 до 5 година                                                             | 1263     |
| 22  | Становништво од 6 до 11 година                                                                   | 5417     |
| 23  | Мушко становништво од 6 до 11 година                                                             | 2811     |
| 24  | Женско становништво од 6 до 11 година                                                            | 2606     |
| 25  | Становништво од 8 до 14 година                                                                   | 6424     |
| 26  | Мушко становништво од 8 до 14 година                                                             | 3344     |
| 27  | Женско становништво од 8 до 14 година                                                            | 3080     |
| 28  | Становништво од 12 до 14 година                                                                  | 2725     |
| 29  | Мушко становништво од 12 до 14 година                                                            | 1417     |
| 30  | Женско становништво од 12 до 14 година                                                           | 1308     |
| 31  | Становништво од 15 до 17 година                                                                  | 2816     |
| 32  | Мушко становништво од 15 до 17 година                                                            | 1411     |
| 33  | Женско становништво од 15 до 17 година                                                           | 1405     |
| 34  | Становништво од 18 до 24 године                                                                  | 5832     |
| 35  | Мушко становништво од 18 до 24 године                                                            | 2896     |
| 36  | Женско становништво од 18 до 24 године                                                           | 2936     |
| 37  | Женско становништво од 15 до 49 година                                                           | 13584    |
| 38  | Становништво са 60 и више година                                                                 | 4633     |
| 39  | Мушко становништво са 60 и више година                                                           | 2065     |
| 40  | Женско становништво са 60 и више година                                                          | 2568     |
| 41  | Однос између мушкараца и жена                                                                    | 94.17    |
| 42  | Становништво од нуле до 14 година                                                                | 13189    |
| 43  | Становништво од 15 до 64 године                                                                  | 31652    |
| 44  | Становништво од 65 година и више                                                                 | 3178     |
| 45  | Просечан број деце                                                                               | 2.23     |
| 46  | Становништво рођено у ентитету                                                                   | 42564    |
| 47  | Мушко становништво рођено у ентитету                                                             | 20591    |
| 48  | Женско становништво рођено у ентитету                                                            | 21973    |
| 49  | Становништво рођено у другом ентитету                                                            | 5226     |
| 50  | Мушко становништво рођено у другом ентитету                                                      | 2567     |
| 51  | Женско становништво рођено у другом ентитету                                                     | 2659     |
| 52  | Становништво од 5 година и више резидентно у ентитету у јуну 2005. године                        | 41410    |
| 53  | Мушко становништво старосног доба од 5 година и више, резидентно у ентитету у јуну 2005. године  | 19856    |
| 54  | Женско становништво старосног доба од 5 и више година, резидентно у ентитету у јуну 2005. године | 21554    |
| 55  | Становништво од 5 година и више које је живело у другом ентитету у јуну 2005. године             | 2041     |
| 56  | Мушко становништво старије од 5 година које је живело у другом ентитету у јуну 2005. године      | 1026     |
| 57  | Женско становништво старије од 5 година које је живело у другом ентитету у јуну 2005. године     | 1015     |
| 58  | Становништво од 3 године и више које говори аутохтони језик                                      | 3132     |
| 59  | Мушко становништво старо 3 године и више које говори аутохтони језик                             | 1476     |
| 60  | Женско становништво старо 3 године и више које говори аутохтони језик                            | 1656     |
| 61  | Становништво од 3 године и више које говори аутохтони језик и не говори шпански језик            | 108      |
| 62  | Мушко становништво старо 3 године и више које говори аутохтони језик и не говори шпански         | 30       |
| 63  | Женско становништво старо 3 године и више које говори аутохтони језик и не говори шпански језик  | 78       |
| 64  | Становништво старо 3 године и више које говори аутохтони језик и шпански                         | 2898     |
| 65  | Мушко становништво старо 3 године и више које говори аутохтони језик и шпански                   | 1386     |
| 66  | Женско становништво старо 3 године и више које говори аутохтони језик и шпански                  | 1512     |
| 67  | Становништво од 5 година и више које говори аутохтони језик                                      | 3115     |
| 68  | Становништво од 5 година и више које говори аутохтони језик и не говори шпански језик            | 108      |
| 69  | Становништво од 5 година и више које говори аутохтони језик и говори шпански језик               | 2885     |
| 70  | Становништво у домородачким домаћинствима                                                        | 7038     |
| 71  | Становништво са ограничењима у активностима                                                      | 1637     |
| 72  | Становништво са ограниченим ходањем или кретањем, горе или доле                                  | 843      |
| 73  | Становници са ограничењима вида, чак и уз кориштење сочива                                       | 463      |
| 74  | Становништво са ограничењима говора, комуникације или конверзације                               | 152      |
| 75  | Становништво са ограниченим слухом                                                               | 190      |
| 76  | Становништво са ограничењима при одевању, купању или јелу                                        | 87       |
| 77  | Становништво са ограничењима у опажању или учењу једноставних ствари                             | 70       |
| 78  | Становништво са менталним ограничењима                                                           | 147      |
| 79  | Становништво без ограничења активности                                                           | 45896    |
| 80  | Становништво од 3 до 5 година које не похађа школу                                               | 1175     |
| 81  | Мушко становништво од 3 до 5 година које не похађа школу                                         | 594      |
| 82  | Женско становништво од 3 до 5 година које не похађа школу                                        | 581      |
| 83  | Становништво од 6 до 11 година које не похађа школу                                              | 126      |
| 84  | Мушко становништво од 6 до 11 година које не похађа школу                                        | 64       |
| 85  | Женско становништво од 6 до 11 година које не похађа школу                                       | 62       |
| 86  | Становништво од 12 до 14 година које не похађа школу                                             | 131      |
| 87  | Мушко становништво од 12 до 14 година које не похађа школу                                       | 69       |
| 88  | Женско становништво од 12 до 14 година које не похађа школу                                      | 62       |
| 89  | Становништво од 15 до 17 година похађа школу                                                     | 2278     |
| 90  | Мушко становништво од 15 до 17 година похађа школу                                               | 1137     |
| 91  | Женско становништво између 15 и 17 година живота у школи                                         | 1141     |
| 92  | Становништво од 18 до 24 године похађа школу                                                     | 1846     |
| 93  | Мушко становништво од 18 до 24 године похађа школу                                               | 910      |
| 94  | Женско становништво од 18 до 24 године похађа школу                                              | 936      |
| 95  | Становништво од 8 до 14 година које не може да чита и пише                                       | 194      |
| 96  | Мушко становништво старосног доба од 8 до 14 година које не може да чита и пише                  | 117      |
| 97  | Женско становништво старосног доби од 8 до 14 година које не може да чита и пише                 | 77       |
| 98  | Становништво од 15 година и више које је неписмено                                               | 2391     |
| 99  | Мушко становништво од 15 година и више које је неписмено                                         | 761      |
| 100 | Женско становништво од 15 година и више које је неписмено                                        | 1630     |
| 101 | Становништво старо 15 и више година без школовања                                                | 2588     |
| 102 | Мушко становништво старо 15 и више година без школовања                                          | 899      |
| 103 | Женско становништво старо 15 и више година без школовања                                         | 1689     |
| 104 | Становништво старосног доба 15 и више година са непотпуним основним образовањем                  | 4187     |
| 105 | Мушко становништво старосног доба од 15 година и више са непотпуном основним образовањем         | 1903     |
| 106 | Женско становништво старосног доба 15 и више година са непотпуном основним образовањем           | 2284     |
| 107 | Становништво старо 15 и више година са комплетним основним образовањем                           | 4790     |
| 108 | Мушко становништво старо 15 година и више са комплетним основним образовањем                     | 2136     |
| 109 | Женско становништво старо 15 и више година са комплетним основним образовањем                    | 2654     |
| 110 | Становништво старосног доба 15 и више година са непотпуним средњим образовањем                   | 1650     |
| 111 | Мушко становништво старосног доба од 15 година и више са непотпуним средњим образовањем          | 877      |
| 112 | Женско становништво старосног доба од 15 година и више са непотпуним средњим образовањем         | 773      |
| 113 | Становништво старо 15 и више година са пуним секундарном образовањем                             | 6746     |
| 114 | Мушко становништво старосног доба од 15 година и више са пуним секундарном образовањем           | 3381     |
| 115 | Женско становништво старосног доба од 15 година и више са пуним секундарном образовањем          | 3365     |
| 116 | Становништво старије од 18 година са постосновним образовањем                                    | 13565    |
| 117 | Мушко становништво старије од 18 година са постосновним образовањем                              | 6674     |
| 118 | Женско становништво старије од 18 година са постосновним образовањем                             | 6891     |
| 119 | Просечна оцена школовања                                                                         | 8.93     |
| 120 | Просечан ниво образовања мушке популације                                                        | 9.21     |
| 121 | Просечан ниво образовања женског становништва                                                    | 8.68     |
| 122 | Економски активно становништво                                                                   | 18674    |
| 123 | Економски активна мушка популација                                                               | 12888    |
| 124 | Економски активна женска популација                                                              | 5786     |
| 125 | Становништво које није економски активно                                                         | 18620    |
| 126 | Мушко становништво које није економски активно                                                   | 4802     |
| 127 | Женско становништво које није економски активно                                                  | 13818    |
| 128 | Запослено становништво                                                                           | 18201    |
| 129 | Запослено мушко становништво                                                                     | 12503    |
| 130 | Запослено женско становништво                                                                    | 5698     |
| 131 | Незапослена популација                                                                           | 473      |
| 132 | Незапослена мушка популација                                                                     | 385      |
| 133 | Незапослена женска популација                                                                    | 88       |
| 134 | Становништво без права на здравствене услуге                                                     | 15410    |
| 135 | Становништво које има право на здравствене услуге                                                | 32449    |
| 136 | Становништво које има право на ИМСС                                                              | 15467    |
| 137 | Становништво које има право на социјално осигурање                                               | 2003     |
| 138 | Становништво које има право на државно социјално осигурање                                       | 99       |
| 139 | Становништво које има право на опште осигурање или здравствено осигурање за нову генерацију      | 8509     |
| 140 | Становништво које је било једном или није било у браку током 12 година и више                    | 12553    |
| 141 | Венчано или уједињено становништво од 12 година и више                                           | 21080    |
| 142 | Становништво које је било у браку или уједињено 12 година и више                                 | 3763     |
| 143 | Становништво са католичком религијом                                                             | 34136    |
| 144 | Протестанти, еванђелисти и библијски следбеници различити од еванђелиста                         | 9207     |
| 145 | Становништво са другим религијама различитим од претходних                                       | 36       |
| 146 | Становништво без религије                                                                        | 3783     |
| 147 | Укупно пописаних домаћинства                                                                     | 12327    |
| 148 | Пописна домаћинства на челу са мушкарцима                                                        | 9127     |
| 149 | Пописна домаћинства на челу са женама                                                            | 3200     |
| 150 | Становништво у пописним домаћинствима                                                            | 47970    |
| 151 | Становништво у пописним домаћинствима на челу са мушкарцима                                      | 36987    |
| 152 | Становништво у пописним домаћинствима на челу са женама                                          | 10983    |
| 153 | Укупно домаћинстава                                                                              | 14572    |
| 154 | Укупно насељених домаћинстава                                                                    | 12437    |
| 155 | Укупно приватних кућа                                                                            | 14462    |
| 156 | Насељени приватни домови                                                                         | 12327    |
| 157 | Укупно насељених приватних кућа                                                                  | 12436    |
| 158 | Ненасељене приватне куће                                                                         | 1407     |
| 159 | Појединачна домаћинства за привремену употребу                                                   | 728      |
| 160 | Становници у насељеним приватним кућама                                                          | 47970    |
| 161 | Насељеност станара у приватним становима                                                         | 3.89     |
| 162 | Просечно становника по соби у приватним насељеним домаћинствима                                  | 1.1      |
| 163 | Појединачна домаћинства са подовима од различитих материјала од земље                            | 10383    |
| 164 | Појединачна домаћинства у приземљу                                                               | 1884     |
| 165 | Појединачна домаћинства са једном спаваћом собом                                                 | 4277     |
| 166 | Појединачна домаћинства са две спаваће собе и више                                               | 8012     |
| 167 | Појединачна домаћинства са једним собом                                                          | 1650     |
| 168 | Појединачна домаћинства са две собе                                                              | 1816     |
| 169 | Појединачна домаћинства са 3 собе и више                                                         | 8807     |
| 170 | Појединачна домаћинства која имају електрично светло                                             | 12023    |
| 171 | Појединачна домаћинства која немају електрично светло                                            | 273      |
| 172 | Појединачна домаћинства која имају водоводну воду у стамбеном простору                           | 10322    |
| 173 | Појединачна домаћинства која немају водоводну воду у стамбеном простору                          | 1969     |
| 174 | Појединачна домаћинства која имају тоалет                                                        | 12177    |
| 175 | Појединачна домаћинства која имају канализацију                                                  | 11205    |
| 176 | Појединачна домаћинства која немају канализацију                                                 | 1068     |
| 177 | Појединачна домаћинства која имају електрично светло, довод воде из јавне мреже и канализацију   | 9744     |
| 178 | Појединачна домаћинства без икаквих услова                                                       | 300      |
| 179 | Појединачна домаћинства која имају радио                                                         | 9506     |
| 180 | Појединачна домаћинства која имају телевизор                                                     | 11446    |
| 181 | Појединачна домаћинства која имају фрижидер                                                      | 10450    |
| 182 | Појединачна домаћинства која имају машину за веш                                                 | 8524     |
| 183 | Појединачна домаћинства која имају аутомобил или комби                                           | 4596     |
| 184 | Појединачна домаћинства која имају рачунар                                                       | 3462     |
| 185 | Појединачна домаћинства која имају фиксну телефонску линију                                      | 4789     |
| 186 | Појединачна домаћинства која имају мобилни телефон                                               | 8274     |
| 187 | Појединачна домаћинства која имају приступ интернету                                             | 2627     |